# Mein Freund, der Pirat
Mein Freund, der Pirat ist ein bulgarischer Kinderfilm aus dem Jahr 1981.

## Handlung
Ein 10-jähriger Junge mit einem gebrochenen Arm freundet sich im Krankenhaus mit einem jungen, querschnittsgelähmten Schauspieler an. Zusammen denken sich die beiden eine Piratengeschichte aus, in der sie selbst die Hauptrollen spielen. Jeden Tag kommt der Junge, Leonid, in das Krankenzimmer des Schauspielers, in dem auch ein meckriger alter Herr untergebracht ist. In der ausgedachten Geschichte wird dieser zum bösen Widersacher der Piraten.
Nach und nach bekommen alle Personen im Krankenhaus ihre Rollen in der Geschichte. Leonid ist fasziniert. Aber damit die Geschichte weiter erzählt wird, muss der Junge dem Schauspieler Medikamentenfläschchen stehlen. Der Kranke hat keine Freude mehr am Leben. Erst als das Kind bei einer solchen Aktion hinfällt und sich den Kopf stößt, aber doch nichts verrät, erkennt der Schauspieler, dass das Leben doch Sinn besitzt, solange man Freunde hat.
Am Ende der – realen und fiktiven – Geschichte widersetzen sich die beiden sogar dem Fiesling im Zimmer und kapern sein Krankenbett mit einem Krückstock.

## Hintergrund
Der Film hatte seine Weltpremiere im Juli 1981 während des Internationalen Filmfestivals Moskau. In die bulgarischen Kinos kam er am 5. Oktober 1981. Die deutschsprachige Erstausstrahlung war am 7. August 1988 auf dem ostdeutschen Fernsehsender DFF 2. In der Bundesrepublik wurde der Film erstmals am 4. August 1993 im ORB ausgestrahlt.
Der im Jahr 2006 veröffentlichte Fantasyfilm The Fall ist eine Neuverfilmung von Mein Freund, der Pirat. Der indische Regisseur Tarsem Singh nahm Petrows Drehbuch als Vorlage und schrieb es vereinzelt um. So wurde aus dem Jungen Leonid die kleine Alexandria.

## Auszeichnungen
Der Film hat mehrere Preise gewonnen. Bei seiner Premiere 1981 erhielt er den Sonderpreis der Jury auf dem Internationalen Kinofestival in Moskau. Im selben Jahr wurde er für das beste Drehbuch, die beste Regie und die beste Musik von der Union bulgarischer Filmemacher (Съюза на българските филмови дейци) ausgezeichnet. Auf dem Bulgarischen Filmfestival (на Фестивала на българския игрален филм) in Warna 1982 bekam er den ersten Preis und eine Auszeichnung für das beste Drehbuch.